# Gordon E. Sawyer-Oscar
Gordon E. Sawyer Award (eller Oscar på dansk) er en ærespris udstedt af Academy of Motion Picture Arts and Sciences til "en person i filmindustrien, hvis teknologiske bidrag har bragt betydning til branchen." Prisen er opkaldt til ære for Gordon E. Sawyer, den tidligere tonemester hos Samuel Goldwyn Studio og tre-gange Oscar-vinder, der hævdede, at en fortegnelse over tidligere Oscaruddelinger, arrangeret både kronologisk og per kategori, repræsenterer en historie udviklingen af film. Prisen blev præsenteret første gang ved Oscaruddelingen i april 1982. Gordon E. Sawyer Award afstemmes og tildeles af Scientific and Technical Awards Committee hos Akademiet.

## Modtagere af prisen
- 1981 (54.) Joseph Walker
- 1982 (55.) John O. Aalberg
- 1983 (56.) Dr. John G. Frayne
- 1984 (57.) Linwood G. Dunn
- 1987 (60.) Fred Hynes
- 1988 (61.) Gordon Henry Cook
- 1989 (62.) Pierre Angénieux
- 1990 (63.) Stefan Kudelski
- 1991 (64.) Ray Harryhausen
- 1992 (65.) Erich Kästner
- 1993 (66.) Petro Vlahos
- 1995 (68.) Donald C. Rogers
- 1997 (70.) Don Iwerks
- 1999 (72.) Dr. Roderick T. Ryan
- 2000 (73.) Irwin W. Young
- 2001 (74.) Edmund M. Di Giulio
- 2003 (76.) Peter D. Parks
- 2004 (77.) Takuo Miyagishima
- 2005 (78.) Gary Demos
- 2006 (79.) Ray Feeney
- 2007 (80.) David Grafton
- 2008 (81.) Edwin Catmull[1]
- 2011 (84.) Douglas Trumbull
- 2013 (86.) Peter Anderson[2]
- 2014 (87.) David W. Gray[3]
- 2017 (90.) Jonathan Erland